# Praia de Rodiles
Vista da praia

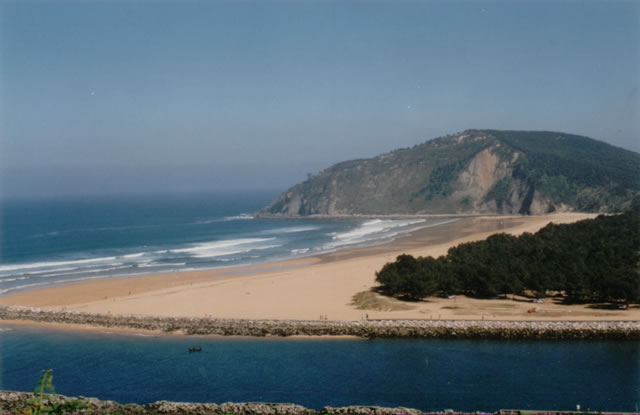
Vista da praia.

A praia de Rodiles é uma praia do litoral oriental asturiano pertencente ao concelho de Villaviciosa, localizada no lado oriental da desembocadura da ria de Villaviciosa. O extremo ocidental da praia de Rodiles comunica-se com a Praia de Misiego, situada no delta do rio. No outro lado da desembocadura do rio, encontra-se a Praia do Puntal.
A praia de Rodiles tem um comprimento aproximado de 1 000 m. É uma praia de areia fina e amarela. Apta para a prática de vários desportos, principalmente o surf, o que junto à beleza da paisagem atrai a um grande número de turistas convertendo numa praia muito popular que conta com numerosos serviços como área de picnic, kiosque, restaurantes, camping, assados, chuveiros, vestuários, serviço de limpeza, estacionamento, posto da Cruz Vermelha e equipa de salvamento. Conta também com um amplo merendeiro situado num frondoso pinhal de eucaliptos que se estende ao longo de toda a praia e que está perfeitamente acondicionado para comidas campestres e zonas de descanso.
Rodiles é um trecho do litoral da Costa do Jurássico Asturiana (ou Costa dos Dinossauros), área de grande interesse arqueológico devido ao achado de numerosos jazigos do período jurássico formados por rochas nas que se encontram impressas impressões de Dinossauros. Os jazigos dos alcantilados próximos a Tazones e os jazigos de icnitas de Villaviciosa, encontram-se muito próximos a ela.
A Praia de Rodiles pertence à Reserva Natural Parcial da ria de Villaviciosa na conhecida como Costa Oriental de Astúrias.
No âmbito do desporto do surf, a onda produzida na desembocadura da ria conhecida como 'la Barra' está incluída dentro das 100 melhores ondas do mundo e entre as 4 melhores da Europa e traz à comarca turismo de todo mundo .
Por desgraça este grande atrativo turístico tem nos dias contados por uma desafortunada decisão política de dragar a foz para dar saída a um projeto de encostos para iates desportivos e de luxo.

## Serviços
- Mesas
- Estacionamentos
- Chuveiros
- Telefone
- Papeleiras
- Serviço de limpeza
- Passarelas de acesso
- Serviço de Salvamento
- Chiringuitos